# Lepidocolaptes squamatus
A Lepidocolaptes squamatus a madarak (Aves) osztályának verébalakúak (Passeriformes) rendjébe, valamint a fazekasmadár-félék (Furnariidae) családjába tartozó faj.

## Rendszerezése
A fajt Martin Hinrich Carl Lichtenstein német zoológus írta le 1822-ben, a Dendrocolaptes nembe  Dendrocolaptes squamatus néven.

## Alfajai
- Lepidocolaptes squamatus squamatus (Lichtenstein, 1822)
- Lepidocolaptes squamatus wagleri (Spix, 1824)[2]

## Előfordulása
Dél-Amerika keleti részén, Brazília keleti részén honos. Természetes élőhelyei a szubtrópusi és trópusi síkvidéki és hegyi esőerdők, lombhullató erdők, valamint száraz szavannák.

## Megjelenése
Testhossza 19 centiméter, testtömege 27 gramm.

## Természetvédelmi helyzete
Az elterjedési területe nagyon nagy, egyedszáma ugyan csökken, de még nem éri el a kritikus szintet. A Természetvédelmi Világszövetség Vörös listáján nem fenyegetett fajként szerepel.